# Горчичка, Даниил
Даниил (Даниэль) Горчичка известный, как Синапиус-Горчичка (чеш. Daniel Sinapius-Horčička; 3 августа 1640, Сучаны, Королевство Венгрия — 27 января 1688, Левоча, там же) — словацко-чешский писатель, поэт, драматург, композитор духовной музыки барокко, протестантский священник.

## Биография
Сын проповедника. Обучался в Левоче и Виттенбергском университете (Германия), служил проповедником и директором (ректором) школ в нескольких словацких городах.
В 1673 году, во время гонений на протестантов, Д. Синапиус-Горчичка был изгнан из венгерского королевства. Отправился со своей семьей в Силезию. После возвращения на родину в 1683 году, поселился в Левоче. Служил настоятелем евангельской церкви, школьным инспектором, корректором книг, изданных на словацком языке.
В XVII веке Д. Синапиус-Горчичка, евангелический проповедник и писатель, впервые поднял голос в защиту самобытности словацкой культуры. В 1678 он издал свой труд «Новый базар латино-словацкий» («Neoforum latino-slovenicum»), в котором имеется собрание (30 декурий) словацких народных пословиц. В предисловии к сборнику пословиц и афоризмов Горчичка высказывает мысль, что словацкий язык — древний язык, родственный и равноправный другим славянским языкам.
Д. Синапиус-Горчичка решительно осуждал тех, кто отрекался от родного языка и народа.

## Избранные произведения

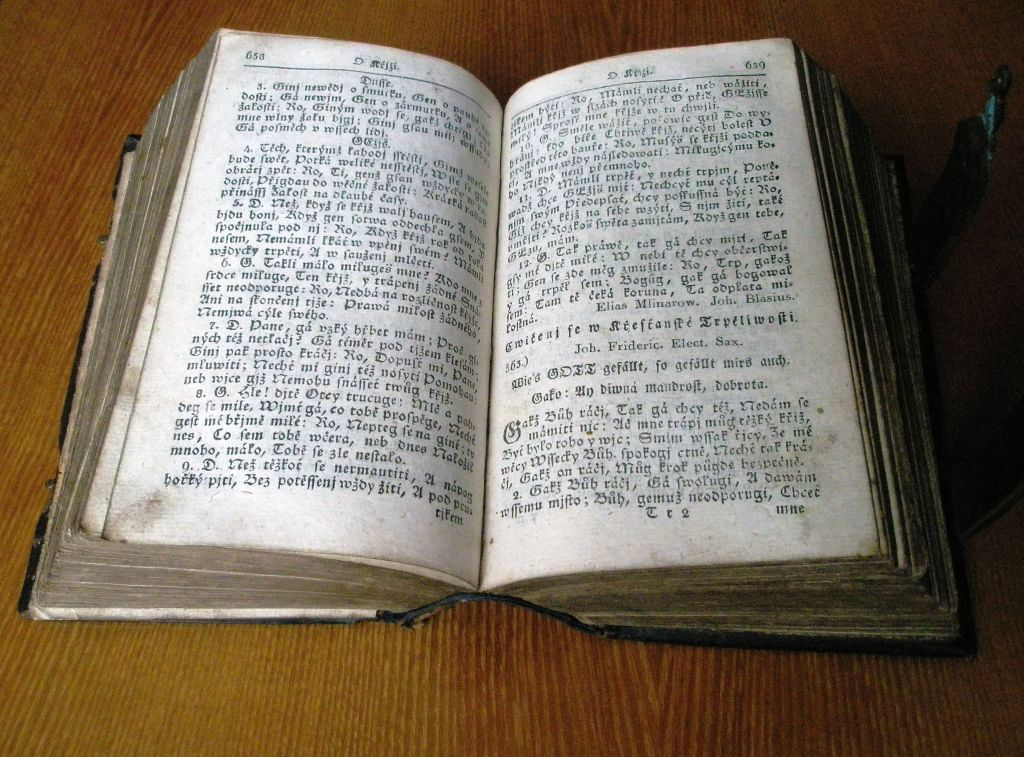
Книга Д. Синапиуса-Горчички Cithara Sanctorum, издание 1828 года.

- Plesanie neba a zeme (лат. Plausus poli et soli) (1660)
- Zahradka dušičky pobožné (Hлат. ortulus animae piae) (1676)
- Nový trh latinsko-slovenský (лат. Neo-forum Latino-Slavonicum) (1678)
- Osud verný vo svete duše (лат. Sors fidelis in mundo animae) (1679)
- Nestálosť vidiečanovej forúny (лат. Fortunae inconstantia in rustico) (1681)
- Trojnásobný bič božieho hnevu (Flagellum irae divinae triplex) (1681)
- Pocta Bojanovu (Coelum Bojanoviense) (1682)
- Perlička dítek božích (1683)
- Cithara sanctorum (1684)
  - Těžká búrka již povstává
  - Smrt jest nestydatá obluda
  - O milá nevinnosť, jak si potupená
- Orbis pictus (1685)
- Hainov dom — zarmútený Nain (Domus Hain — moesta Nain) (1686)
- Jádro všech modliteb v nemnohých slovích obsažené… (1703)